# ナベヤ (企業)
株式会社ナベヤは、岐阜県岐阜市にある鋳物・精密治具メーカー。
永禄3年（1560年）創業。1923年（大正12年）6月15日設立。伝統企業の国際組織であるエノキアン協会の会員である。

## 歴史

### 創業
永禄3年（1560年）、織田信長の家臣であり織田信孝に仕えた初代岡本太郎右衛門（おかもとたろうえもん、岡本良勝）が創業した。商標を持つ日本の金属系製造業としては現存最古の企業である。初代岡本太郎右衛門は千利休とも親交があった。

### 近世
享保年間（1716年～1736年）には岡本太郎右衛門の跡継ぎが絶えたため、享保5年（1720年）には分家の4代岡本太右衛門（おかもとたえもん）が岡本家本家の家督を継いで10代岡本太右衛門となった。寛延2年（1749年）には岡本家が朝廷より御鋳物師免状を授かり、京都御所へ灯篭を献上して「鍋屋」の称号を与えられた。

### 近代

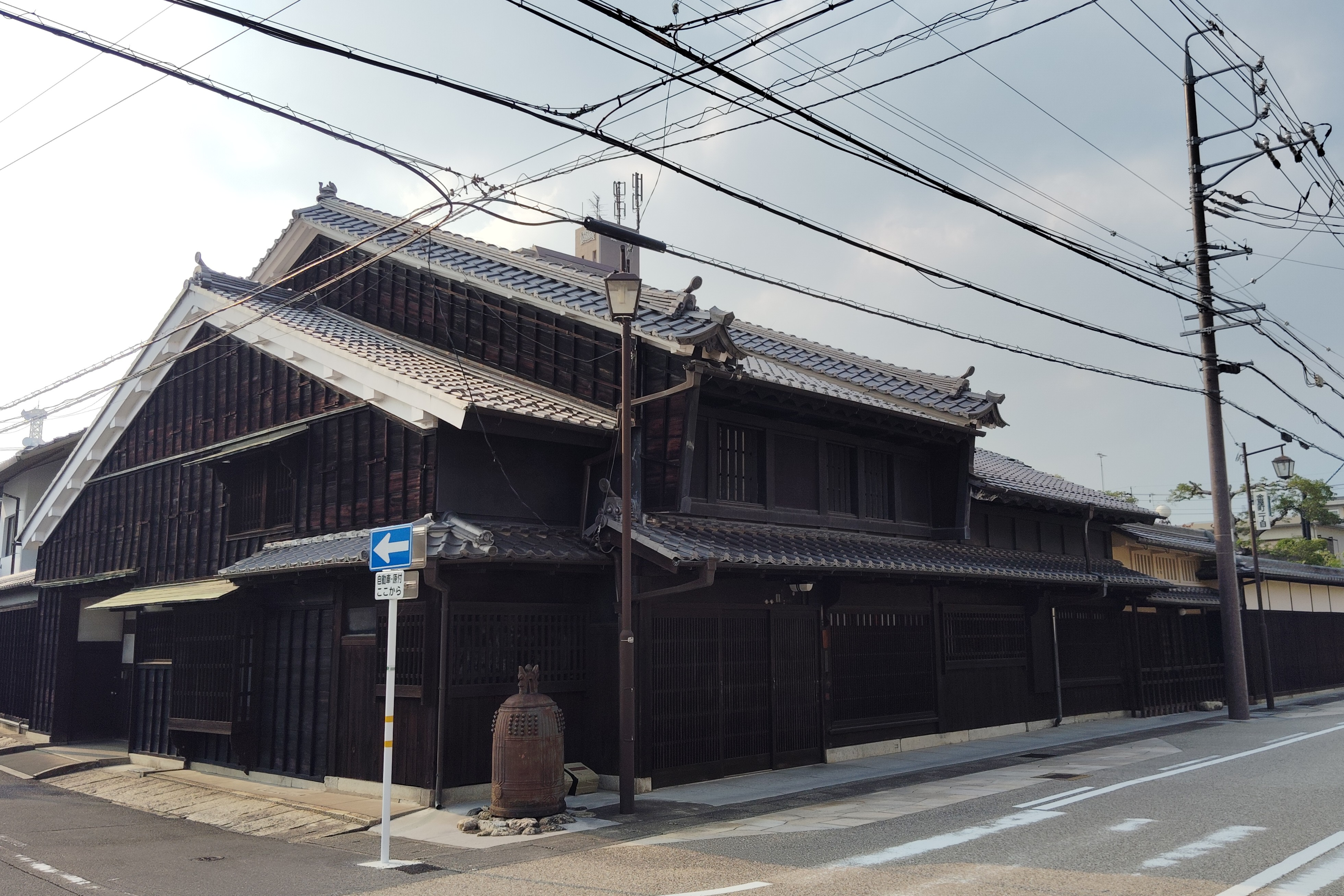
創業家の岡本家住宅

1880年（明治13年）には12代岡本太右衛門（定景）が金融業の濃厚会社を設立し、1893年（明治26年）には濃厚銀行に改称した。1894年（明治27年）には岐阜電灯（現・岐阜電気）の設立を主導した。12代岡本太右衛門は十六銀行取締役や岐阜市会議員も務めている。
1923年（大正12年）6月15日、13代岡本太右衛門（定光）は鋳造部を分離独立させて株式会社鍋屋鋳造所が設立された。13代岡本太右衛門は十六銀行取締役、岐阜市会議員、岐阜商業会議所（現・岐阜商工会議所）なども務めている。1940年（昭和15年）9月、社名を株式会社岡本鋳造所に変更し、軍需工場としての生産体制を強化した。

### 現代
1947年（昭和22年）2月21日、株式会社岡本鋳造所から独立して株式会社鍋屋鋳造所が設立された。1960年（昭和35年）には防衛庁工具銘柄指定工場に指定された。1962年（昭和37年）、後の15代岡本太右衛門が取締役社長に就任した。1969年（昭和44年）にはアメリカ合衆国のシアーズに対してバイスの納入を開始した。1973年（昭和48年）、社名を株式会社ナベヤに変更し、本社ビルを新築した。
1995年（平成7年）、岡本知彦が代表取締役社長に就任した。2012年（平成24年）、15代岡本太右衛門が岐阜市民栄誉賞を受賞した。2017年（平成29年）2月、経済産業省によって地域未来牽引企業に認定され、また健康経営優良法人に認定された。2023年（令和5年）8月7日、1913年（大正2年）頃に建てられた岐阜市金屋町の岡本家住宅茶室と岡本家住宅待合が登録有形文化財に登録された。

## 製品

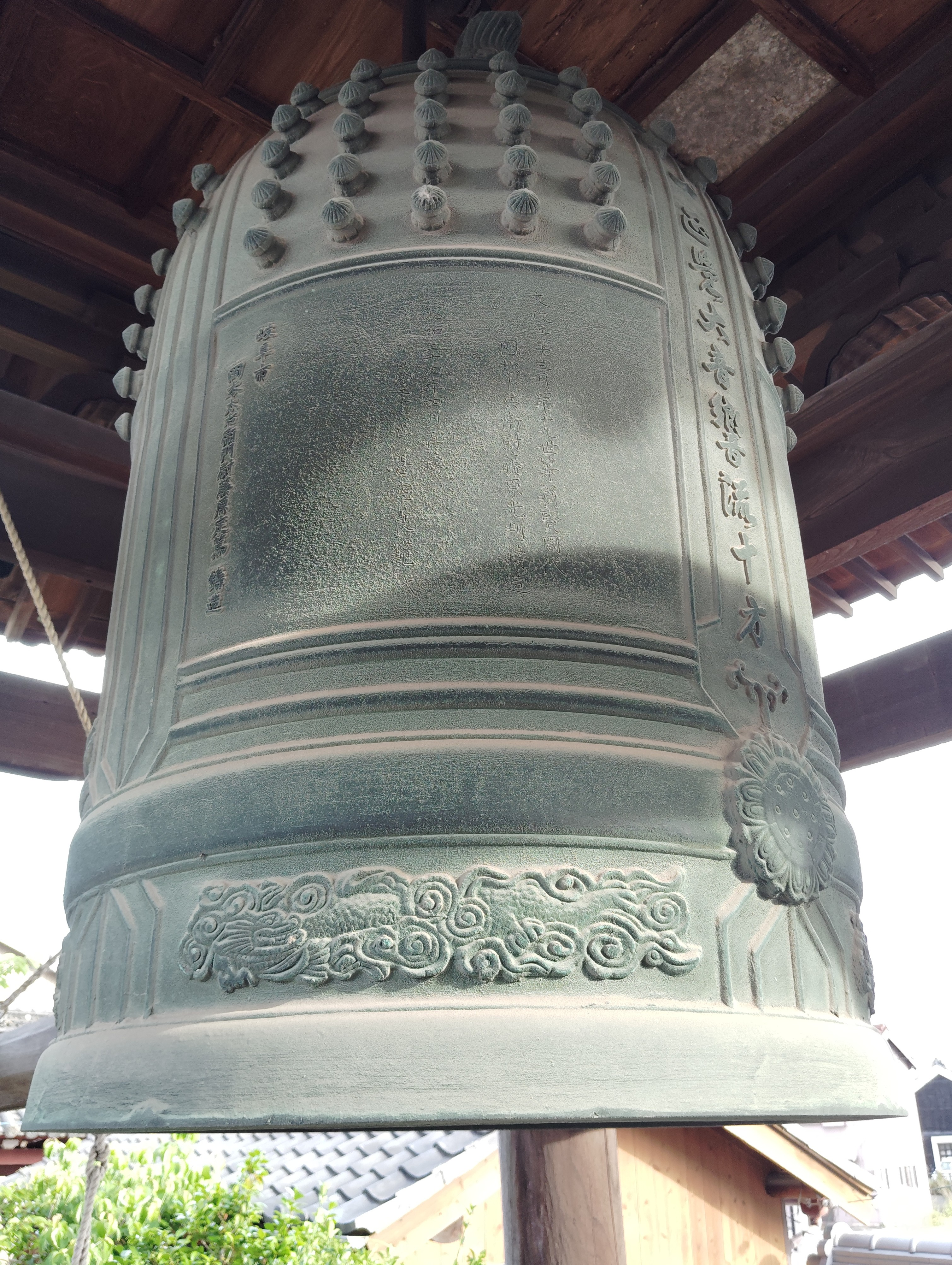
海徳寺梵鐘（愛知県碧南市、1948年）

### 梵鐘
鍋、釜、梵鐘などを鋳造してきた。創業から一貫して梵鐘を製造しており、東京都葛飾区の柴又帝釈天梵鐘（1953年）、愛知県名古屋市の大須観音梵鐘（1966年）、岐阜県羽島市の円隆寺梵鐘（1977年）、岐阜県岐阜市の龍峯寺梵鐘（1988年）、千葉県成田市の成田山新勝寺梵鐘などを製造している。

### その他
その他にはマンホール蓋や水道管など、時代に応じた鋳造技術製品を生み出してきた。現在も岡本家が経営し、鋳物技術の伝承とともに、最先端加工技術による精密治具の製造販売などを手掛けている。岐阜県関市にある鍋屋バイテックなど分家・グループ企業の多くも「ナベヤ」もしくは「鍋屋」の称号を社名に持っている。

## 事業所
- 本社 - 岐阜県岐阜市若杉町25

生産拠点
- 本社工場 - 岐阜県岐阜市若杉町25
  - 生産品目は鋳物製品、梵鐘・半鐘、除振・防振製品。
- 本巣精密工場 - 岐阜県本巣市屋井字神明130-1
  - 生産品目は加工用ジグ全般。

営業拠点
- 仙台営業所 - 宮城県仙台市宮城野区岩切3-2-20
- 東京営業所 - 東京都港区浜松町1-9-3 NABEYAビル1F
- 北関東営業所 - 群馬県高崎市筑縄町77-8
- 中部営業所 - 岐阜県岐阜市若杉町25
- 大阪営業所 - 大阪府東大阪市川中6番10号
- 九州営業所 - 福岡県福岡市博多区東比恵2-20-1

## 関連会社
- 株式会社岡本
- 株式会社ナベヤ製作所 - 旧社名は株式会社佐々木製作所。
- 株式会社ナベヤトレーディング
- 株式会社サンアイ岡本 - 旧社名は株式会社岡本商店。
- 株式会社ミクロデント
- ERON_TOOLING_Pre.Ltd.（シンガポール）
- 拓塞尓国際貿易（上海）有限公司